# Nackt (2002)
Nackt ist ein deutsches Drama aus dem Jahr 2002 mit leicht komödiantischen Zügen über die Beziehungsprobleme dreier Paare. Regie führte Doris Dörrie, die auch das Drehbuch nach einem ihrer Bühnenstücke verfasste, welches 2001 im Diogenes Verlag unter dem Titel „Happy – ein Drama“ veröffentlicht wurde.

## Handlung
Drei Berliner Paare im Alter von etwa 30 Jahren, die früher eng befreundet waren, wollen sich zu einem gemeinsamen Abendessen treffen. Doch nichts ist mehr so unkompliziert wie früher und die Anspannung ist vom ersten Augenblick an zu spüren.
Erst kürzlich haben sich Emilia und Felix getrennt, da beide das Gefühl plagt, sie hätten den Anschluss an ihre erfolgreichen Freunde verloren. Zwar hat die Knappheit des wenigen ihnen während ihrer gemeinsamen Beziehung zur Verfügung stehende Geldes nie ein Problem dargestellt, doch inzwischen ist Emilia unglücklich, ihren Job als Sekretärin einer örtlichen Universität auszuüben.
Zwar haben Annette und Boris keine Geldsorgen und auch wackelt ihre Beziehung nicht, dennoch haben sie Probleme, miteinander glücklich zu sein, und geraten wegen alltäglicher Meinungsverschiedenheiten aneinander. Daher findet Boris auch nicht den richtigen Zeitpunkt, um Annette den bereits gekauften Verlobungsring zu überreichen und um ihre Hand anzuhalten.
Charlotte und Dylan sind verheiratet und durch Dylans Geschäfte Millionäre, jedoch verstehen sich die beiden zusehends schlechter. Nach Charlottes Überzeugung werden die beiden durch den Reichtum nicht freier, sondern in ihrer Freiheit eingeschränkt, da sie stets danach beurteilt werden, was sie sich kaufen und worauf sie verzichten.
Bei ihrem gemeinsamen Abendessen kommt es zu einer Wette mit Wetteinsatz in Form von Geld, Schmuck und Uhren. Die Wette zielt darauf ab, den eigenen Partner nackt und mit verbundenen Augen nur durch Ertasten zu erkennen. Zwei der Paare entkleiden sich daraufhin, ihr Geruch wird durch eine starke Dosis Parfum überdeckt, und sie betasten sich, während das dritte Paar die Rolle des Schiedsrichters übernimmt. Die beiden Paare erkennen sich, doch das Schiedsrichterpaar manipuliert die Aufstellung, kurz bevor ihnen die Augenbinden abgenommen werden.
Durch den darauf folgenden Schreck eskaliert die Situation zwischen den Paaren und jeder zieht seines Weges.
Angesichts des Ausgangs der Wette ist nun jedes der drei Paare gezwungen, sich miteinander auszusprechen. Dadurch gelingt es Dylan und Charlotte, ihre Ehe zu retten. Boris macht Annette nach einem langen Gespräch auf dem Heimweg an einer Bushaltestelle einen Heiratsantrag. Emilia und Felix verbringen die Nacht gemeinsam, nachdem sie in Emilias Wohnung versucht haben, einander ebenfalls mit verbundenen Augen zu erkennen.

## Kritiken
Die taz urteilte am 19. September 2002 „diese Mischung verschiedener Mittelklassen und Generationen ergibt aber eine höchst unplausible Darstellung deutscher Realitäten und Beziehungsfragen“.
Der Filmdienst sah ein „von hervorragenden Darstellern getragene Verfilmung eines Bühnenstücks, das seine Theaterhaftigkeit durch die Reduktion der Kamerabewegungen noch unterstreicht. Trotz des ernsthaften Themas verliert der hintergründige, perfekt ausgestattete »Seelen-Striptease« nie seine Leichtigkeit und verdichtet sich dank der fantasievollen Inszenierung zu einem bemerkenswerten Vergnügen.“
Bärbel Pfannerer schrieb in der Ausgabe 20/2002 der TV Movie: „Die Suche nach Liebe, Glück und dem Sinn des Lebens – schwere Kost, die auch noch in viele Worte verpackt ist. Das klingt nach anstrengendem Kopfkino. Aber zum Glück wechselt das Top-Ensemble gekonnt zwischen ernstem und leichtem Tonfall. Und skurrile Brüche, wie die flotten Gesangseinlagen, sorgen für befreiendes Schmunzeln.“
Die Zeit urteilte, „statt die Abgründe hinter den rhetorischen Schutzpanzern aufzuspüren, stopft Dörrie alles, was nur irgendwie nach Abgrund aussieht, mit Allerweltserkenntnissen und seichten Glücksbegriffen zu. So ist sie selbst die größte Verdrängerin ihrer gesellschaftlichen Diagnose.“

## Hintergrund
Der Film wurde am 2. September 2002 bei den Internationalen Filmfestspielen von Venedig 2002 uraufgeführt und war am 19. September 2002 erstmals in Deutschland und der Schweiz zu sehen.
Der Film lässt in seiner Dreigliederung deutlich erkennen, dass das Drehbuch nach einem Bühnenstück verfasst wurde. Auch die spärlichen Kamerabewegungen unterstreichen die Bühnenatmosphäre. Das Gespräch der Schauspieler ist wichtiger als die Handlung, der Film kommt mit wenigen Schauplätzen aus, darunter der Kurfürstendamm in Berlin-Charlottenburg sowie die Bavaria-Filmstudios in München.
Mit 0,9 Millionen Zuschauern konnte Dörrie nicht an ihren großen Erfolg mit dem Kinofilm Männer anknüpfen, angesichts der relativ geringen Produktionskosten kann dennoch von einem kommerziellen Erfolg bei einem Einspielergebnis von rund 5,7 Millionen Euro gesprochen werden.

## Auszeichnungen
Der Film lief im Wettbewerb der Internationalen Filmfestspiele von Venedig 2002, ging bei der Preisvergabe allerdings leer aus. 2003 wurde der Film mit dem Deutschen Filmpreis in Silber ausgezeichnet. Jürgen Vogel erhielt für seine Darstellung eine Goldene Kamera. Die Deutsche Film- und Medienbewertung FBW in Wiesbaden verlieh dem Film das Prädikat besonders wertvoll.